# Jack Hill (calciatore)
Jack Hill (Hetton-le-Hole, 2 marzo 1897 – 31 marzo 1972) è stato un calciatore e allenatore di calcio inglese di ruolo centrocampista.

## Carriera

### Club
Ha sempre giocato nel campionato inglese.

### Nazionale
Con la Nazionale inglese ha debuttato nel 1925.